# MiKyle McIntosh
MiKyle Mervyn McIntosh (Toronto, 19 luglio 1994) è un cestista canadese.

## Palmarès
- Campionato belga: 1

Ostenda: 2019-20